# فینال جام ملت‌های اروپا ۲۰۰۴
فینال جام ملت‌های اروپا ۲۰۰۴ یک مسابقه فوتبال بود که در تاریخ ۴ ژوئیه ۲۰۰۴ در استادیو دا لوز در لیسبون ، پرتغال انجام شد تا برنده جام ملت‌های اروپا ۲۰۰۴ مشخص شود . این اولین بار در یک مسابقات بزرگ بین المللی بود که هر دو فینالیست نیز در بازی افتتاحیه این مسابقات حضور داشتند. هر دو تیم در مرحله حذفی از گروه A مرحله گروهی مسابقات ، واجد شرایط بودند که یونان در دیدار قبلی تیم ها با نتیجه ۲ بر یک به پیروزی رسید.

## محل
استادیو دا لوز در لیسبون ، بزرگترین ورزشگاه پرتغال بود که در ۴ ژوئیه ۲۰۰۴ میزبان جام ملت‌های اروپا ۲۰۰۴ بود. در سال ۲۰۰۳ افتتاح شد و برای میزبانی بازی های خانگی باشگاه پرتغالی بنفیکا ساخته شد .  ورزشگاه استادیو دا لوز که بیشتر برای مسابقات فوتبال استفاده می شد ، میزبان مسابقات جالب توجهی از جمله جام ملت‌های اروپا ۲۰۰۴ - مرحله یک چهارم بین پرتغال و انگلیس در سال ۲۰۰۴،  دیدار پایانی بین پرتغال و یونان در سال ۲۰۰۴،  فینال لیگ قهرمانان اروپا ۲۰۱۴ بین رئال مادرید و اتلتیکو مادرید.  پیش از این ، ۳ بازی مرحله گروهی A و B در جام ملت‌های اروپا ۲۰۰۴ در این ورزشگاه برگزار شد. 

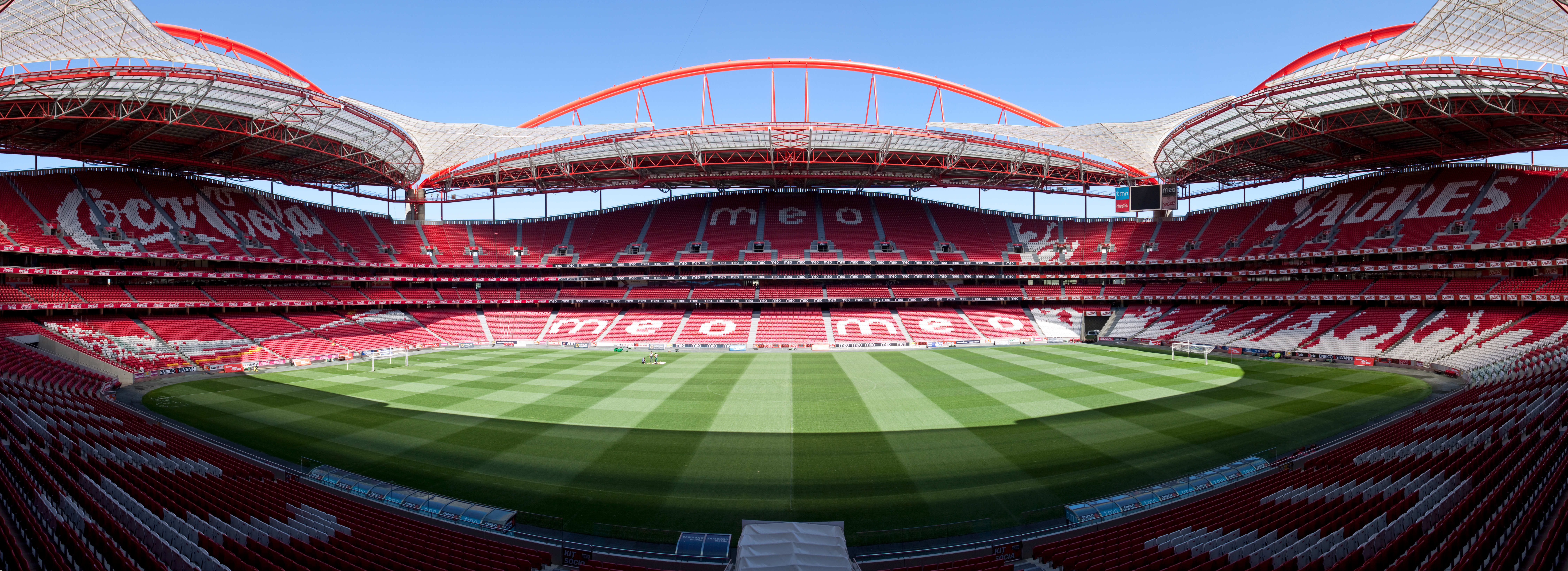
استادیو دا لوز

استادیو دا لوز ظرفیت ۶۵۰۰۰ ظرفیت دارد. 

## دیدار پایانی

### جزئیات
| پرتغال | ۱-۰   | یونان          |
| ------ | ----- | -------------- |
|        | گزارش | - چاریستیس ۵۷' |

| پرتغال | یونان |

| GK              | ۱  | ریکاردو           |       |     |
| RB              | ۱۳ | میگل مونتیرو      |       | '۴۳ |
| CB              | ۴  | ژرژ آندراده       |       |     |
| CB              | ۱۶ | ریکاردو کاروالیو  |       |     |
| LB              | ۱۴ | نونو والنتی       | '۹۰+۳ |     |
| CM              | ۱۸ | مانیش             |       |     |
| CM              | ۶  | کاستینا           | '۱۲   | '۶۰ |
| RW              | ۱۷ | کریستیانو رونالدو |       |     |
| AM              | ۲۰ | دکو               |       |     |
| LW              | ۷  | لوئیس فیگو (ک)    |       |     |
| CF              | ۹  | پائولتا           |       | '۷۴ |
| تغیرات:         |    |                   |       |     |
| DF              | ۲  | پائولو فریرا      |       | '۴۳ |
| MF              | ۱۰ | روی کاستا         |       | '۶۰ |
| FW              | ۲۱ | نونو گومژ         |       | '۷۴ |
| سرمربی:         |    |                   |       |     |
| فیلیپه اسکولاری |    |                   |       |     |

| GK         | ۱  | آنتونیوس نیکوپولیدیس   |       |     |
| RB         | ۲  | جای ارکس سیتاریدیس     | '۶۳   |     |
| CB         | ۱۹ | میخالیس کاپسیس         |       |     |
| CB         | ۵  | ترایانوس دلاس          |       |     |
| LB         | ۱۴ | تاکیس فیساس            | '۶۷   |     |
| DM         | ۲۱ | کوستاس کاتسورانیس      |       |     |
| CM         | ۷  | تئودوروس زاگوراکیس (ک) |       |     |
| CM         | ۶  | آنجلوس باسیناس         | '۴۵+۲ |     |
| RW         | ۹  | آنجلوس چاریستیس        |       |     |
| LW         | ۸  | استلیوش یانوکوپولوش    |       | '۷۶ |
| CF         | ۱۵ | زیسیس وریزاس           |       | '۸۱ |
| تغیرات:    |    |                        |       |     |
| DF         | ۳  | استیلیانوش ونتیدیس     |       | '۷۶ |
| FW         | ۲۲ | دیمیتریس پابادوپولوس   | '۸۵   | '۸۱ |
| سرمربی:    |    |                        |       |     |
| اتو ریهاگل |    |                        |       |     |

| بهترین بازیکن زمین: تئودوروس زاگوراکیس (یونان) کمک داوران: کریستین شریر (آلمان) جان-هندریک سلور (آلمان) داور چهارم: آندرس فریسک (سوئد) | قوانین بازی - ۹۰ دقیقه. - در صورت تساوی ضربات پنالتی تعین کننده است. - حداکثر سه تعویض. |

### آمار
| آمار بازی    | پرتغال | یونان |
| ------------ | ------ | ----- |
| نتیجه پایانی | ۰      | ۱     |
| تعداد شوتها  | ۱۷     | ۴     |
| داخل چارچوب  | ۵      | ۱     |
| مالکیت توپ   | ۵۸%    | ۴۲%   |
| کرنر         | ۱۰     | ۱     |
| خطا          | ۱۸     | ۱۹    |
| آفساید       | ۴      | ۳     |
| کارت زرد     | ۲      | ۴     |
| کارت قرمز    | ۰      | ۰     |